# Hildesheimer Wald

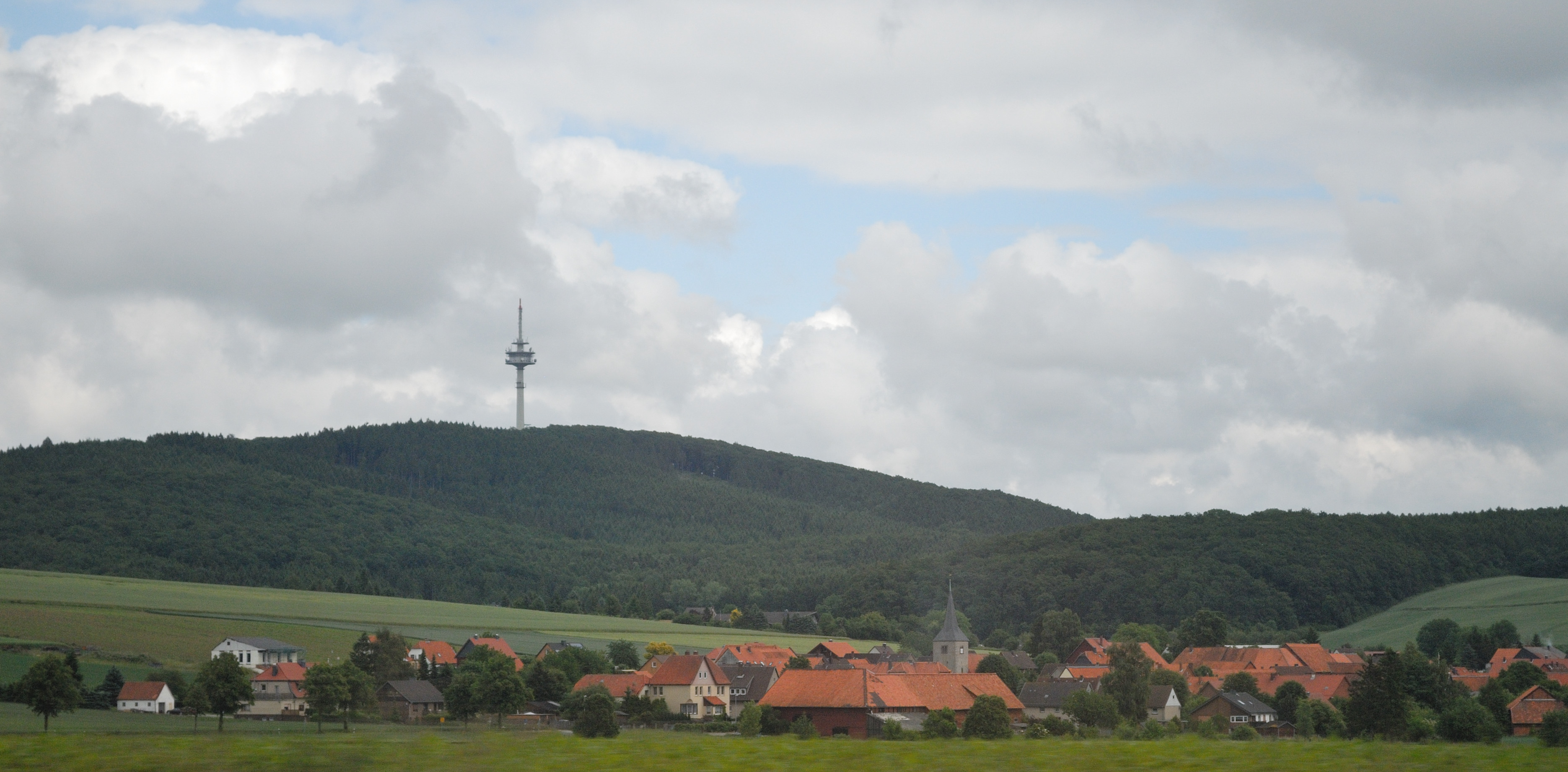
Blick aus einem ICE-Zug über Petze hinweg ostnordostwärts zum Griesberg mit dem Fernmeldeturm Sibbesse

Der Hildesheimer Wald bei Hildesheim im niedersächsischen Landkreis Hildesheim ist ein bis 358,9 m ü. NHN hoher Höhenzug des Innersteberglands im Niedersächsischen Bergland.

## Geographie

### Lage
Der Hildesheimer Wald liegt im Innerstebergland zwischen den Tälern von Leine im Westen, Innerste im Norden und Lamme im Osten. Der Höhenzug erstreckt sich südlich von Hildesheim, nordwestlich von Bad Salzdetfurth, nördlich von Sibbesse, östlich von Gronau und südöstlich von Nordstemmen. Nachbarhöhenzüge sind im Osten die jenseits der Lamme liegenden Sauberge, im Ostnordosten das jenseits der Innerste gelegene Vorholz und im Süden die jenseits von Alme und Despe befindlichen Vorberge.
Der Höhenzug besteht aus einem südwestlichen Hauptkamm, in dem mit dem Griesberg (358,9 m) sein höchster Berg liegt, sowie aus den Höhenzügen Escherberg (257,1 m) im Norden und Tosmar (327,5 m) im Osten.

### Naturräumliche Zuordnung
Der Höhenzug bildet in der naturräumlichen Haupteinheitengruppe Weser-Leine-Bergland (Nr. 37), in der Haupteinheit Innerstebergland (379) und in der Untereinheit Hildesheimer Bergland (379.0) den Naturraum Hildesheimer Wald (379.01). Die Landschaft leitet etwa nach Norden in den Naturraum Giesener Berge (379.00) über, nach Nordosten in den Naturraum Marienburger Hügelland (379.03), nach Osten in den Naturraum Salzdetfurther Bergland (379.02) und nach Süden in den zur Untereinheit Bockenemer Land (Südliches Innerstebergland; 379.1) zählenden Naturraum Bodenburger Becken (379.10). Nach Westen leitet sie in den Naturraum Barfelder Lößhügel (521.21) und nach Nordwesten in den Naturraum  Rössinger Lößhügel (521.20), die beide in der Haupteinheitengruppe Niedersächsische Börden (52) und in der Haupteinheit Calenberger Lößbörde (521) zur Untereinheit Hildesheimer Wald-Vorland (521.2) gehören.

### Berge
Zu den Bergen und Erhebungen des Hildesheimer Walds gehören – sortiert nach Höhe in Meter (m) über Normalhöhennull (NHN):
(die bei drei Bergen erwähnten Tunnel gehören zur Schnellfahrstrecke Hannover–Würzburg)
- Griesberg (358,9 m),[2] mit Fernmeldeturm Sibbesse
- Bösenberg (339,0 m)[2]
- Steinberg (327,5 m),[3] mit Überresten des Tosmar-Turms (AT)
- Tosmarberg (320 m)[3]
- Hammberg (313 m)[4]
- Rosenberg (310,5)[2]
- Querberg (302,6 m)[2]
- Langer Kopf (286,3 m)[5][6]
- Welfenhöhe (282,0 m),[2] mit Aussichtsturm Kabus-Turm
- Sonnenberg (281,9 m),[6] mit Hildesheimer Aussichtsturm (von 1881)
- Süllberg (277,5 m)[3]
- Wohlberg (273 m)[4]
- Schierenberg (266,5 m)[5]
- Auf dem Herze (265,5 m)[2]
- Eichenberg (263,0 m),[2] mit Eichenbergtunnel (1.157 m lang)
- Beusterberg (ca. 261 m),[5][7] mit Ringwällen der Beusterburg
- Triesberg (261,0 m)[2]
- Rottberg (259 m)[2]
- Escherberg (257,5 m),[3] mit Escherbergtunnel (3.687 m lang)
- Eggeberg (ca. 255 m),[4] mit Eggebergtunnel (332 m lang)
- Dröhnenberg (252,5 m),[3]
- Hinterberg (ca. 251 m)[4]
- Speerberg (250,5 m)[2]
- Brandberg (250 m)[3]

- Haiberg (248,0 m)[2]
- Roter Berg (247,0 m),[2] mit Landesstraße 485
- Klusberg (245 m)[3]
- Linkkopf (244 m)[3]
- Hamberg (242,5 m)[3]
- Steinberg (242,5 m)[3]
- Fastberg (240,5 m)[2]
- Kneppelberg (240 m)[6]
- Linkberg 1 (240 m)[3]
- Vorberg (240 m)[3]
- Stückenberg (239 m)[3]
- Stuckenberg (230 m)[3]
- Kiel (225 m)[3]
- Voßberg (220 m)[3]
- Ziegenberg (218 m)[4]
- Schieferberg (216,4 m)[5]
- Stukenberg (215 m)[3]
- Klingenberg (207,1 m)[6]
- Kalkofenkopf (205 m)[3]
- Emilienhöhe (202,5 m),[3] mit Adolf-Stoffregen-Turm
- Linkberg 2 (202,5 m)[3]
- Dröhnenberg-Westporn (185,1 m)[3] mit Conradi-Turm (Conradi's/Konradi's-Turm)
- Bocksberg (120,8 m)[3]

### Fließgewässer
Im Hildesheimer Wald entspringen und verlaufen zum Beispiel diese Fließgewässer:
- Despe (östlicher Zufluss der Leine)
- Gehlenbach (westlicher Zufluss der Lamme)
- Kalte Beuster (rechter und südöstlicher Quellbach der Beuster)
- Klusbach (westlicher Zufluss der Lamme)
- Warme Beuster (linker und nordwestlicher Quellbach der Beuster)

Vorbei am Hildesheimer Wald verlaufen diese Fließgewässer:
- Alme (Zufluss der Riehe)
- Innerste (Zufluss der Leine)
- Lamme (Zufluss der Innerste)
- Leine (Zufluss der Aller)
- Riehe (Zufluss der Lamme)
- Trillkebach (Zufluss der Innerste)

### Ortschaften
Städte und Gemeinden im und am Hildesheimer Wald sind:
| - Almstedt - Bad Salzdetfurth - Diekholzen - Gronau | - Hildesheim - Nordstemmen - Sibbesse |

## Geologie
Der Hildesheimer Wald besteht in der Hauptsache aus drei Schichtkämmen längs des gesamten Höhenzuges. Sein südlicher Kamm ist aus Kalkstein und Mergel aufgebaut, der bis nach dem Zweiten Weltkrieg in Steinbrüchen, wie bei Almstedt, wirtschaftlich abgebaut und zu Kalkpulver verarbeitet wurde. Der mittlere (mit dem Griesberg) und der nördliche Kamm bestehen aus Buntsandstein.
Es handelt sich beim Hildesheimer Wald um eine durch Halokinese entstandene Sattelstruktur, die in ihrem Zentrum (im Buntsandstein) teilweise eingesunken ist und dabei ein Längstal bildet (Beustertal). Der Zusammenhang mit dem Salzaufstieg im Untergrund wird auch an der Solequelle in Bad Salzdetfurth deutlich.

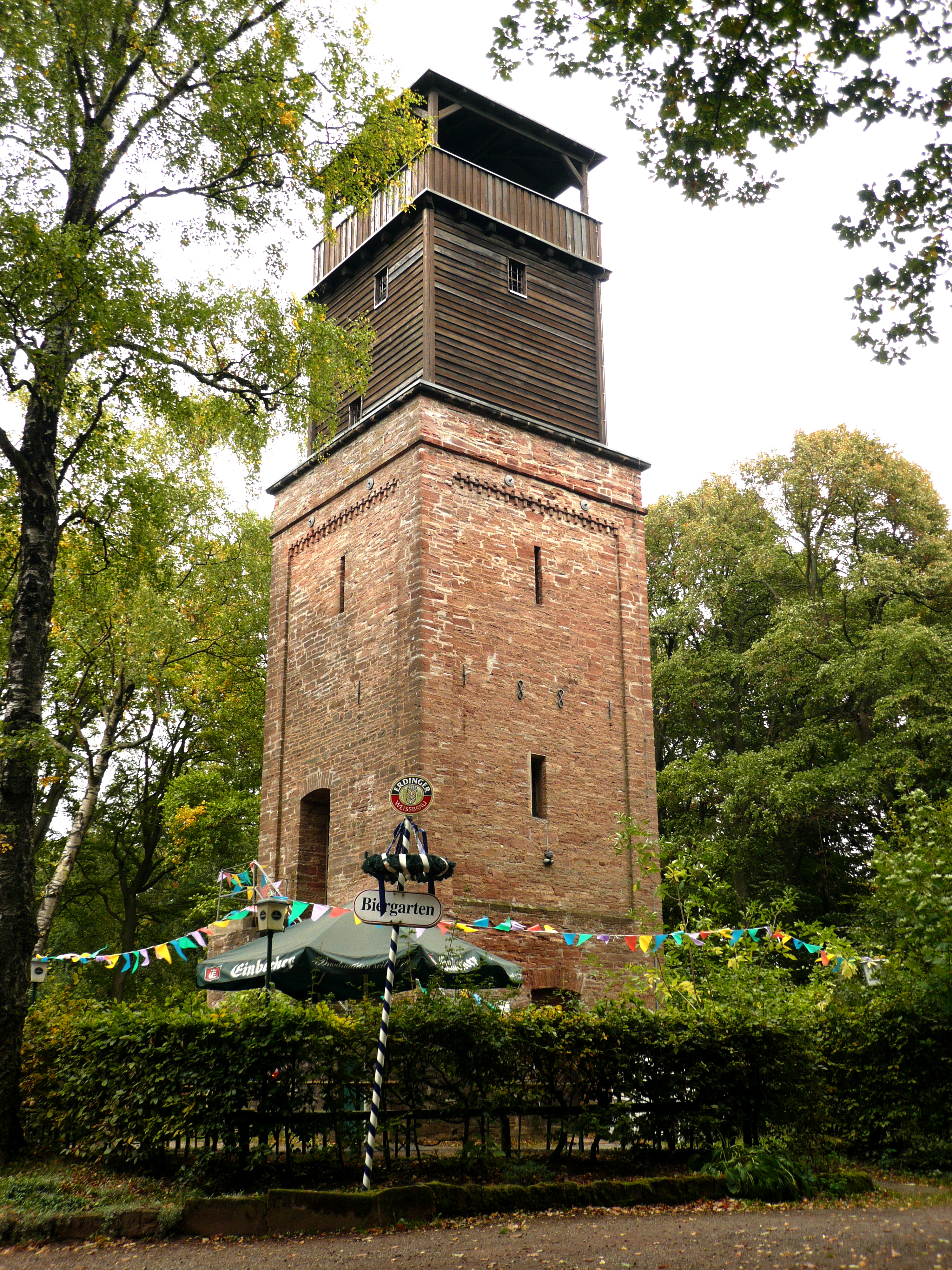
Hildesheimer Aussichtsturm (Sonnenberg) bei Diekholzen

## Verschiedenes
Im nordwestlichen Teil des Hildesheimer Waldes befindet sich die Beusterburg, deren Ringwälle auf jungsteinzeitliche Nutzung schließen lassen. In der Nähe der Ortschaft Betheln erstreckt sich ein bronzezeitliches Hügelgräberfeld und im weiteren Umkreis entspringen einige Solequellen. Am nordwestlichen Ende des bewaldeten Höhenzugs steht die Saline Heyersum. Außerdem gibt es den Fernmeldeturm Sibbesse auf dem Griesberg und mehrere Aussichtstürme. Der Hildesheimer Aussichtsturm ist ein gemauerter Turm mit Holzaufsatz auf dem Sonnenberg nordwestlich von Diekholzen. Bei Bad Salzdetfurth steht auf der Welfenhöhe der Kabus-Turm und auf der Emilienhöhe der Adolf-Stoffregen-Turm.

## Verkehr und Wandern
Neben den beiden etwas entfernteren Bundesstraßen 1 im Nordwesten und 243 im Nordosten verlaufen um den Hildesheimer Wald herum mehrere Landesstraßen. Von Hildesheim im Norden führt die kurvige Landesstraße 485 über den Höhenzug nach Diekholzen und Sibbesse im Süden. Es gibt zahlreiche Waldwege und -pfade, auf denen man die Landschaft erwandern kann.
Durch den Höhenzug führt in Nordnordwest-Südsüdost-Richtung die Schnellfahrstrecke Hannover–Würzburg mit dem Escherberg- (3687 m), dem Eichenberg- (1157 m) sowie dem Eggebergtunnel (332 m) und dazwischenliegenden offenen Abschnitten.